# Барретт, Фредерик Уильям
Фредерик Уильям Барретт (англ. Frederick Barrett, 10 января 1883, Ливерпуль, Англия, Великобритания — 3 марта 1931, там же) — британский кочегар. 6 апреля 1912 года был принят на борт «Титаника» в качестве главного кочегара. 15 апреля 1912 года, когда корабль тонул, Барретт поднялся на борт спасательной шлюпки № 13 и принял на себя командование ею, таким образом пережив катастрофу. Позже он давал показания перед комиссиями по расследованию гибели судна и продолжал работать на флоте до 1920-х годов.

## Юность
Родился 10 января 1883 года в Бутле, недалеко от Ливерпуля. Он был единственным оставшимся в живых ребёнком Генри Чарльза Барретта (1862-1909), рабочего из Девона, и Мэри Барретт из Беркенхеда. 4 октября того же года он был крещён в церкви Святого Иоанна в Бутле. О его юности мало что известно, но перепись 1891 года показывает, что он был колесником, а его отец — столяром.
Барретт решил отправиться в море, когда узнал, что его жена ему изменяет. Дата его первого выхода в море не определена. В 1903 году он работал на борту RMS Campania в качестве кочегара. В 1904 году он поступил на службу в Allan Line, служа на борту SS Parisian, а затем White Star Line на борту Седрика. В 1906 году он вернулся на линию Кунарда. Затем присоединился к американской линии на борту корабля SS City of New York.

## «Титаник»
Барретт был главным кочегаром, работавшим в котельной № 6, когда «Титаник» столкнулся с айсбергом в ночь на 15 апреля 1912 года. Котельная № 6 находилась как раз в том месте, где произошло столкновение с айсбергом.
Барретт разговаривал со вторым механиком, мистером Хескетом, когда загорелся красный свет и зазвенели колокола, сигнализируя о необходимости остановить двигатели. Он крикнул людям в котельной, чтобы они закрыли заслонки, двери печей и перекрыли ветер. Затем он почувствовал грохот, и вода хлынула на него из большой пробоины в правом борту корабля. Барретт прошёл через водонепроницаемую дверь в котельную № 5. Ему было приказано вернуться в котельную № 6, но там уже было 8 футов воды. Когда несколько инженеров занялись насосами, в машинном отделении раздался звонок, и все кочегары поднялись на палубу. Инженер, мистер Харви приказал Барретту остаться в котельной № 5, чтобы достать лампы, развести огонь и поднять крышку люка, пока вода не хлынет внутрь.
Барретт поднялся по люку на палубу правого борта, где оставались только две спасательные шлюпки. Он спасся с тонущего корабля на спасательной шлюпке № 13, которая была заполнена примерно 65 или 70 людьми. Спасательная шлюпка № 15 чуть не упала на их спасательную шлюпку, но они вовремя выбрались. Барретт был назначен ответственным за спасательную шлюпку примерно на час, пока не остыл и не был вынужден позволить кому-то другому взять на себя управление. В какой-то момент женщина накрыла его плащом, и он не мог вспомнить ничего из того, что происходило после этого в шлюпке. В 4:45 утра Барретт и остальные в спасательной шлюпке были спасены пароходом Карпатия.
Впоследствии Барретт дал показания как в британском расследовании Титаника, так и в расследовании сената США по поводу потопления Титаника.

## Дальнейшая жизнь
25 мая 1912 года, всего через несколько недель после потопления «Титаника», Барретт работал на корабле Олимпик.

## Смерть
Фредерик Уильям Барретт скончался 3 марта 1931 года, в возрасте 48 лет, от туберкулёза.